# Fulko (Angoulême)
Fulko (franz.: Foulques; † 1087) war ein Graf von Angoulême aus dem Haus Taillefer. Er war ein Sohn des Grafen Gottfried und der Petronella von Archiac.
Fulko war verheiratet mit Condoha, welche vermutlich eine Tochter des normannischen Grafen Robert von Eu war. Sie hatten drei Söhne: Wilhelm V. Taillefer († 1120), Nachfolger als Graf von Angoulême, sowie Gottfried und Fulko.